# Século IX
O século IX começou em 1 de janeiro de 801 e terminou em 31 de dezembro de 900.
É a chamada "Era dos Normandos", embora na Europa seja o século da união política do Cristianismo em torno da figura de Carlos Magno, rei dos Francos, a principal potência da Europa.
O século IX se destaca por ser a Europa foco de ataques de piratas normandos, também chamados de vikings, que assolaram as costas da Grã-Bretanha, Irlanda e França. Conhecido por lutar contra esses ataques, está o rei Alfredo, o Grande, rei de Wessex, um dos reinos que mais tarde formariam o Reino da Inglaterra. Alfredo parou os vikings na Batalha de Ethandun, restaurando a ordem nos territórios anglo-saxões.
No Império Carolíngio, após a morte de Carlos Magno, Luís I, o Piedoso, seu filho, herdou seu vasto império, mas o reinado de Luís foi muito caótico, especialmente quando seus filhos começaram a lutar pelos territórios que herdariam, levando a uma guerra civil e finalmente, ao Tratado de Verdun, aonde os filhos de Luís: Lotário I, Luís, o Germânico e Carlos II de França, herdaram seu império que se dividiu em três reinos.
No mundo islâmico, houve um importante avanço no campo da matemática e das ciências. O estudioso Alcuarismi fundou os fundamentos da Álgebra e estabeleceu o sistema de Numeração Árabe que usamos hoje, substituindo a antiga Numeração Romana.

## Eventos
- Colapso do Império Tibetano.
- Fundação da primeira dinastia do Ladaque por  Nyima-Gon, um representante da antiga casa real tibetana.

## Personagens importantes
- Adi Shankara — metafísico, teólogo, monge errante e mestre espiritual indiano (788  820).
- Carlos Magno, rei dos Francos (r. 768–814), rei dos lombardos (r. 774–814) e primeiro Imperador Romano-Germânico (r. 800–814)
- Luís I, o Piedoso, rei dos Francos e imperador romano-germânico (r. 814–840).
- Lotário I, imperador romano-germânico (r. 817–855)
- Alfredo, o Grande, rei de Wessex (r. 871–899).
- Haroldo I, primeiro rei da Noruega (r. 872–930)
- Papisa Joana (fictícia).
- Alfragano (Abū al-ʿAbbās Aḥmad ibn Muḥammad ibn Kathīr al-Farghānī), astrónomo persa que trabalhou para a corte abássida em Bagdade (c. 800/805–861/880).

## Invenções e descobertas
- Alquimistas chineses descobrem a pólvora.
- Dois silabários ou o kana são desenvolvidos no Japão a partir de caracteres chineses, porém simplificados.
- Publicação do tratado Musica enchiriadis.

## Décadas e anos
| Década de 790 | 790 | 791 | 792 | 793 | 794 | 795 | 796 | 797 | 798 | 799 |
| Década de 800 | 800 | 801 | 802 | 803 | 804 | 805 | 806 | 807 | 808 | 809 |
| Década de 810 | 810 | 811 | 812 | 813 | 814 | 815 | 816 | 817 | 818 | 819 |
| Década de 820 | 820 | 821 | 822 | 823 | 824 | 825 | 826 | 827 | 828 | 829 |
| Década de 830 | 830 | 831 | 832 | 833 | 834 | 835 | 836 | 837 | 838 | 839 |
| Década de 840 | 840 | 841 | 842 | 843 | 844 | 845 | 846 | 847 | 848 | 849 |
| Década de 850 | 850 | 851 | 852 | 853 | 854 | 855 | 856 | 857 | 858 | 859 |
| Década de 860 | 860 | 861 | 862 | 863 | 864 | 865 | 866 | 867 | 868 | 869 |
| Década de 870 | 870 | 871 | 872 | 873 | 874 | 875 | 876 | 877 | 878 | 879 |
| Década de 880 | 880 | 881 | 882 | 883 | 884 | 885 | 886 | 887 | 888 | 889 |
| Década de 890 | 890 | 891 | 892 | 893 | 894 | 895 | 896 | 897 | 898 | 899 |
| Década de 900 | 900 | 901 | 902 | 903 | 904 | 905 | 906 | 907 | 908 | 909 |